# Suka Damai (Rimbo Ulu)
Suka Damai is een bestuurslaag in het regentschap Tebo van de provincie Jambi, Indonesië. Suka Damai telt 7218 inwoners (volkstelling 2010).